# Lunan (meteoryt)
Lunan – meteoryt kamienny należący do chondrytów oliwinowo-bronzytowych H 6. Spadek obserwowany w 1980 roku w chińskiej prowincji Junnan. Z miejsca spadku pozyskano 2,52 kg materii meteorytowej. Meteoryt Lunan jest drugim zatwierdzonym meteorytem pochodzącym z tej prowincji. 